# Calconiscellus karawankianus
Calconiscellus karawankianus är en kräftdjursart som först beskrevs av Karl Wilhelm Verhoeff 1908.  Calconiscellus karawankianus ingår i släktet Calconiscellus och familjen Trichoniscidae. Inga underarter finns listade i Catalogue of Life.